# 紧扣的星星
《緊扣的星星》是由石川直哉和PRIMSTEA製作的OVA作品，於2010年至2012年期間共發售兩集，故事是以百合為題材。

## 概要
個人動畫工作室在開始動畫製作後，決定由PRIMSTEA以OVA形式發售。前篇在2010年8月16日於C78發售。後編原計劃於2011年夏發售，但後來延期至2012年5月11日。
製作者石川直哉表示，儘管2005年已開始構想，但由於當時繪畫技巧不熟練，因此實際上到2008年才開始製作。製作大約耗時1年。
PRIMSTEA稱，「與迄今為止個人創作者的作品不同的『深夜動畫』風格是其一大亮點」。石川直哉稱受到動畫版《闇與帽子與書的旅人》的影響，「想在戀愛動畫中看到可愛的女孩子的親暱關係，覺得若能自己創作的話就能看到理想的效果，於是就創作了（緊扣的星星）。」

## 劇情簡介

### 前篇
川上紀衣子是一位具有不接觸而移動物體的超能力高中生，除她本人外，只有同班同學齊藤亞綾知道她的超能力。放暑假後，她們相約在空無一人的課室見面，亞綾給了紀衣子兩個相扣的星形飾物。整個假期中，學校猶如她們二人的城堡。然而有一天，紀衣子將手機遺落在亞綾家，當她返回並用超能力打開亞綾的家門後，卻發現亞綾正全裸與哥哥親吻。紀衣子倉皇地跑出亞綾家，相扣的星星也因此解開。

### 後篇
亞綾在體育館「綁架」了紀衣子。在離開時，紀衣子仍然拒絕原諒亞綾。後來紀衣子透過超能力讀取到了亞綾的記憶，瞭解了關於她哥哥絕症的事，此時亞綾已在離開日本的航班上。紀衣子用超能力將自己移動到亞綾面前。事後，她們一起移動到了另一顆星球上，並在那裏生活。

## 登場人物
川上紀衣子（聲：今井麻美）
17歲的高校（高中）二年級學生，褐色頭髮，有時會不自覺地陷入妄想。在一年前的一次車禍後獲得了不接觸而移動物體的超能力。
愛稱，齊藤亞綾稱她為。與齊藤亞綾同班，第一次見到齊藤亞綾後，就愛上了齊藤亞綾的一切。
齊藤亞綾（聲：一色みく）
16歲的高校（高中）二年級，是一名轉學生，金色頭髮、成績優秀、性格有點強硬、喜歡不可思議的事物。
愛稱。與川上紀衣子同班，是除川上紀衣子本人外，唯一知道紀衣子的超能力的人，並一直保守着這個秘密。對川上紀衣子的超能力非常感興趣，並且無法自拔的喜歡川上紀衣子。
齊藤康太（聲：越田直樹）
齊藤亞綾的哥哥，音樂家，很少回家。喜歡自己的妹妹。身患絕症，在一個幾乎不可能成功的手術之前，欲與妹妹發生性關係。在後篇開頭時去世。

## 音樂
前篇ED：
- 作詞：石川直哉
- 作曲：森田俊輔
- 歌：川上紀衣子（今井麻美）

前篇ED收錄於原聲碟。
後篇ED：
- 作詞：石川直哉
- 作曲：森田俊輔
- 歌：ikumi

後篇ED收錄於。

## 製作人員
- 監督、腳本、動畫制作 - 石川直哉
- 音樂 - 森田俊輔
- 音響效果 - 川田清貴
- 音響製作 - DAX Production（ダックスプロダクション） 高井琢磨
- 錄音 - 、STUDIO T&T、
- 製片 - 中川宗成
- 製作 - PRIMSTEA（プリマステア）

## 外部連結
- http://www.kuttsukiboshi.com/index.html （页面存档备份，存于）（官方網站）（日語）
- PRIMASTEA （页面存档备份，存于）（日語）
- http://home1.tigers-net.com/sammena/ （页面存档备份，存于）（日語）